# Tristan Okpalaugo
Tristan Okpalaugo (Livermore, 10 ottobre 1989) è un giocatore di football americano statunitense che gioca nel ruolo di defensive end negli Arizona Cardinals della National Football League. Non selezionato nell'ambito del Draft NFL 2013, fu in seguito ingaggiato dai Miami Dolphins. Al college ha giocato a football presso la Fresno State University.

## Carriera universitaria
Dopo aver frequentato la Granada High School nella sua città natale, Okpalaugo scelse di giocare per i Bulldogs della Fresno State University. Nel 2009 vide il campo in appena due occasioni e mise a segno 1 solo tackle assistito e pressoché identiche furono le sue statistiche l'anno seguente con 3 presenze e nessun altro dato di rilievo. Migliori furono invece gli ultimi due anni della sua permanenza con i Bulldogs, durante i quali disputò complessivamente 25 partite, scendendo in campo nel 2011 10 volte come defensive end titolare e nel 2012 8 volte come outside linebacker titolare. Di pari passo crebbero anche le sue statistiche, con 31 tackle totali messi a segno nel 2011 e 52 nel 2012, 4 sack messi a segno in entrambe le stagioni, 1 fumble forzato messo a segno nel 2011 e 1 ricoperto messo a segno nel 2012 ed infine 1 intercetto messo a segno sempre nel 2012. Inoltre nel 2011 ricevette il premio Don Duncan Over Achiever e nel 2012 fu nominato per il Burlsworth Trophy.

## Carriera professionistica

### Miami Dolphins
Dopo non essere stato selezionato al Draft NFL 2013, Okpalaugo firmò con i Miami Dolphins in qualità di free agent negli ultimi giorni di aprile ma, nonostante una buona preseason (8 tackle, 3 sack, 1 fumble forzato ed 1 fumble ricoperto) e soprattutto a causa dell'abbondanza di giocatori di qualità nel suo ruolo a Miami, non riuscì ad entrare tra i 53 giocatori del roster effettivo.

### Minnesota Vikings
Il 1º settembre i Vikings annunciarono di averlo inserito come defensive end nella lista dei giocatori che compongono la squadra di allenamento, per poi svincolartlo il 10 settembre.

### Toronto Argonauts
Nel 2014, Tristan Okpalaugo giocò con i Toronto Argonauts della Canadian Football League, venendo premiato come rookie dell'anno della lega.

## Statistiche
CFL
| Tackle     | 58 |
| Sack       | 20 |
| Intercetti | 2  |